# Спандекс

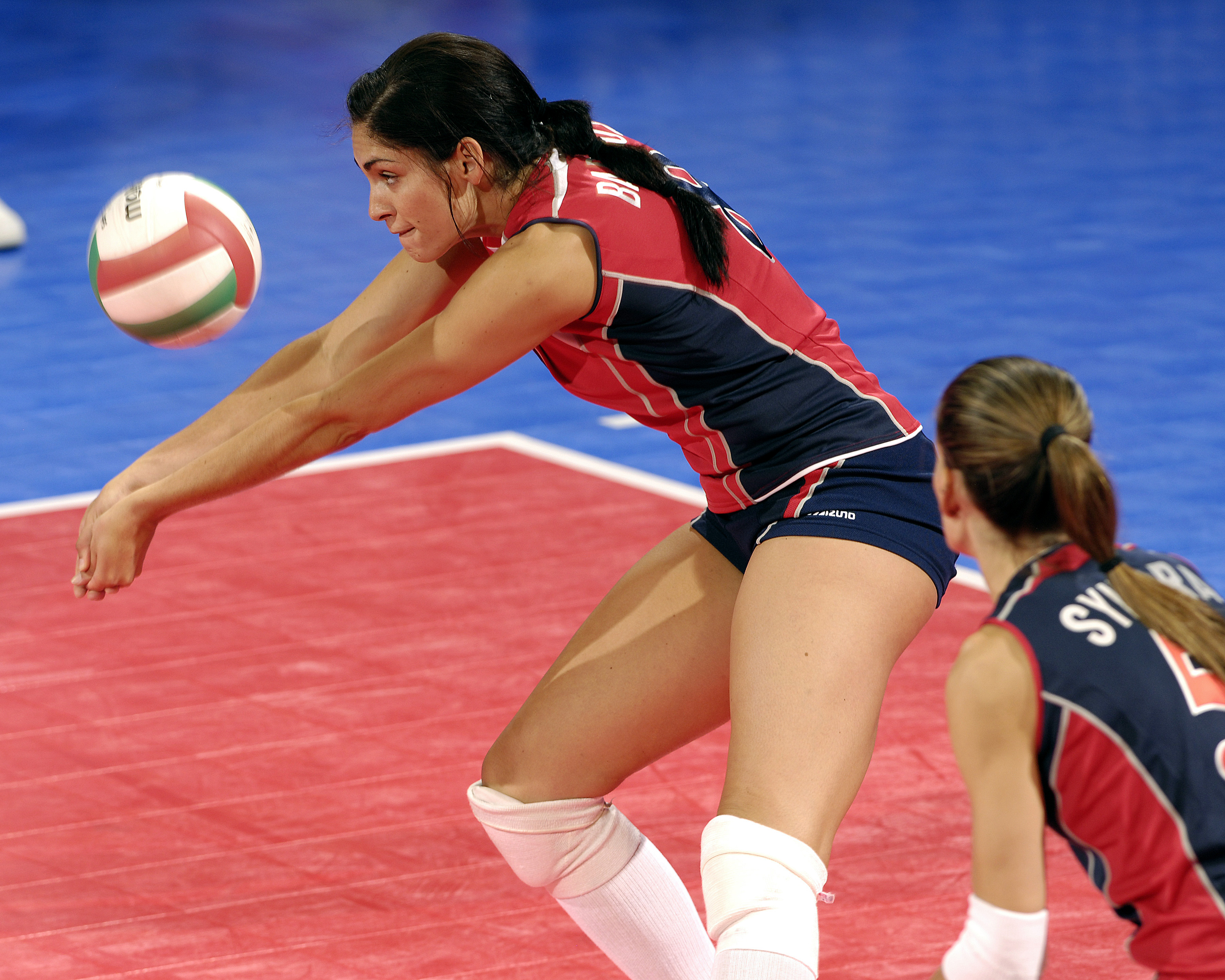
Волейбольний гравець Сінтія Барбоса носить шорти спандекс

Спа́ндекс (spandex), ла́йкра (Lycra) або еласта́н — загальна назва всіх видів поліуретанових еластичних ниток, високоеластичних каучукоподібних волокон.

## Назва
Назва походить від англ. spandex, яке у свою чергу з'явилося як анаграма слова expands (тобто «(він) розтягується»). Таким чином назва цього волокна, на відміну від більшості назв синтетичних волокон, не є похідною від назв його хімічних складників.
У різних країнах це волокно відоме під великою кількістю торгових назв:
- США, інші країни Північної Америки — «спандекс» (spandex)
- Франція — «еластан» (élasthanne, élasthane)
- Німеччина — «еластан» (Elastan)
- Нідерланди — «еластан» (elastaan)
- Японія — «супандеккусу» (スパンデックス)
- Велика Британія (також більшість країн Співдружності), Іспанія, Бразилія, Аргентина — «лайкра» (Lycra)
- Іспанія — «еластано» (elastano)
- Італія — «еластам» (elastam)
- Португалія — «еластану» (elastano)
- Китай — «аньлунь» (氨綸)

Торгові бренди можуть використовувати свої оригінальні назви: дорластан, лайнель, клірспан, глоспан, фуджибо, кінгспан, лубелл, мобі-лон, опелон, ройка, вікспан, ацелан та ін.

## Історія
В епоху після Другої світової війни відділ текстильного волокна DuPont, утворений у 1952 році, став найбільш прибутковим підрозділом DuPont, який домінував на ринку синтетичних волокон у всьому світі. У цей час жінки становили значну групу споживачів через свою потребу в нижній білизні та панчішно-шкарпеткових виробах. Провівши дослідження ринку, щоб з'ясувати, чого хочуть жінки від текстилю, DuPont почав розробку волокон для задоволення таких потреб, у тому числі кращого волокна для жіночих поясів, які на той час зазвичай виготовлялися з гуми.
До 1930-х років DuPont зацікавився розробкою синтетичного еластичного волокна. Свій перший прорив DuPont зробив на початку 1950-х років, коли хімік Джозеф С. Шиверс використав проміжну речовину для модифікації поліефіру Dacron, виробляючи еластичне волокно, здатне витримувати високі температури.
Вирішивши знайти волокно, яке замінить гуму в одязі, після майже десятиліття досліджень Шиверс удосконалив це волокно в 1958 році в лабораторії Бенгера Дюпона в Вейнсборо, штат Вірджинія. Більше того, природа спандексу дозволила його включити до інших видів одягу, окрім поясів та нижньої білизни.

## Виготовлення

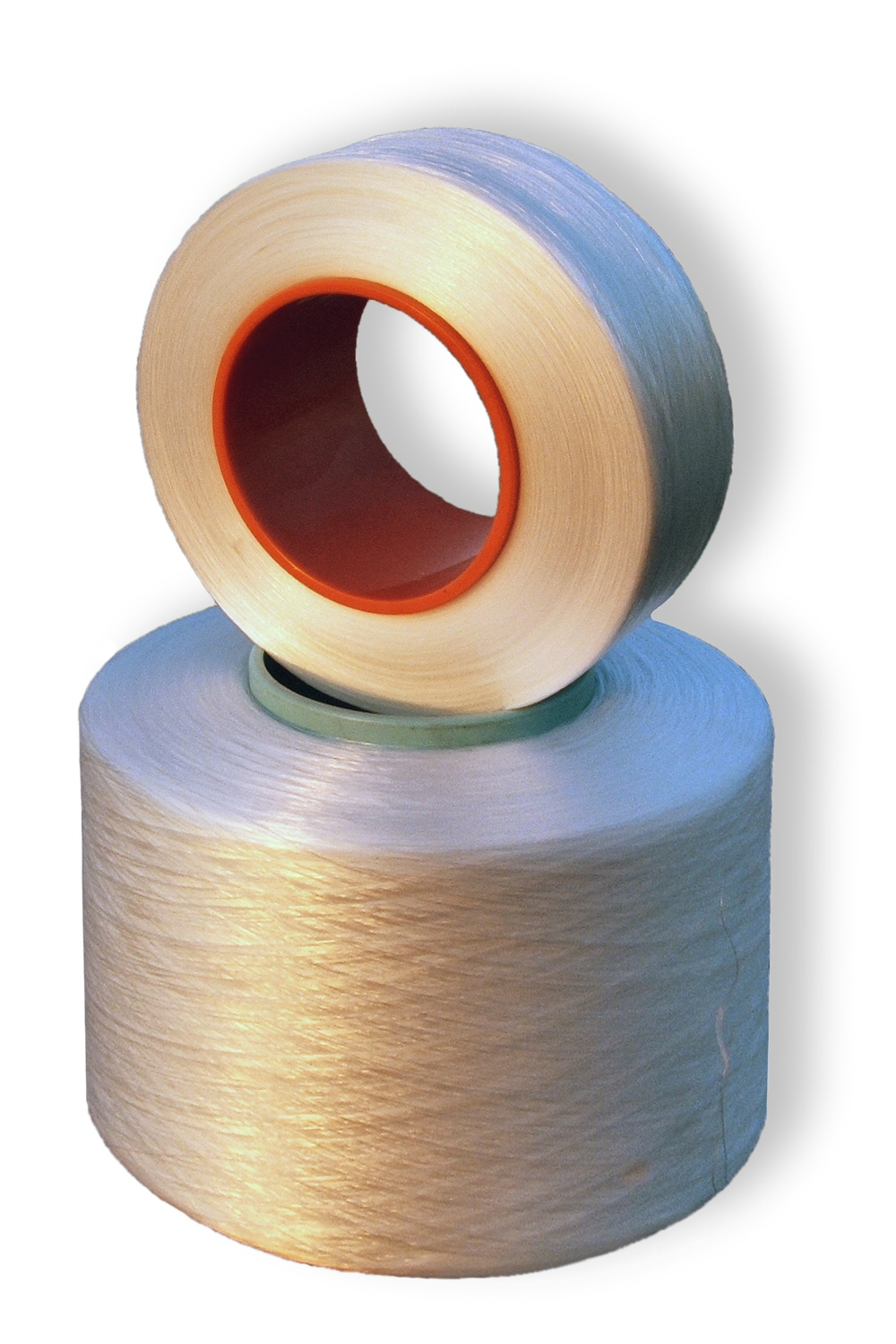
Волокно спандексу

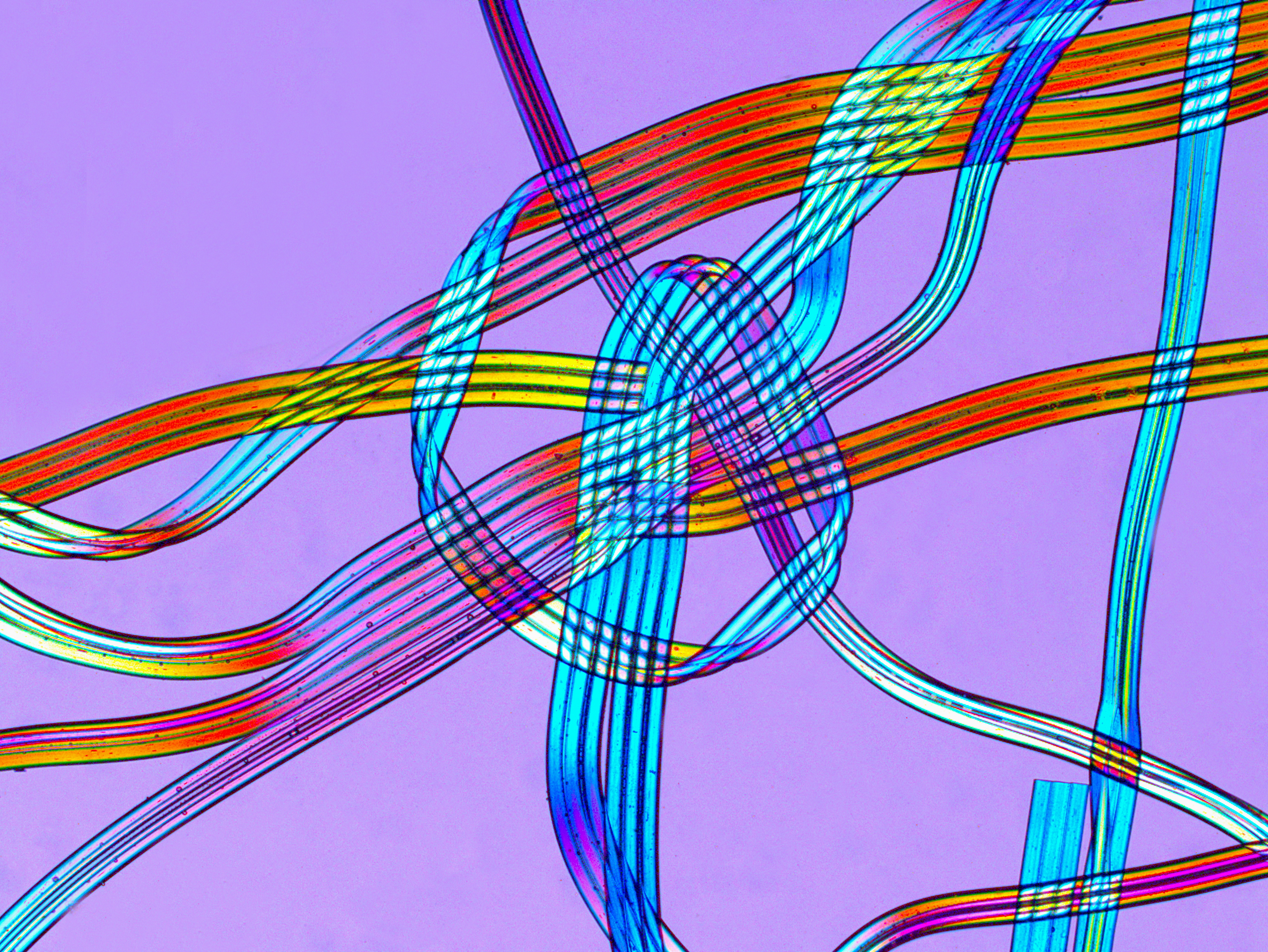
Поліуретанові волокна (оптичний мікроскоп, поляризоване світло, збільшення 100х)

Нитка формується на основі полімерів, що містять щонайменше 85 % сегментованого поліуретану: у вигляді орієнтованого блок-сополімеру, що складається з довгих гнучких сегментів, сполучених один з одним ділянками «жорстко» упакованих макромолекул, які утворюють сітчасту структуру. У натуральній гумі ці сегменти (поліізопренові вуглеводневі ланцюги) сполучені дисульфідними зв'язками, а в еластанах «жорсткі» ділянки, утворені за рахунок водневих зв'язків.
Водневі зв'язки можуть руйнуватися і встановлюватися знову при підвищених температурах, що дозволяє проводити ефективну термостабілізацію еластанових ниток.
Нитки виготовляють з різних діізоціанатів і гліколів, з яких у присутності діамінів одержують поліуретан. Формування виконується «мокрим» і «сухим» способами.

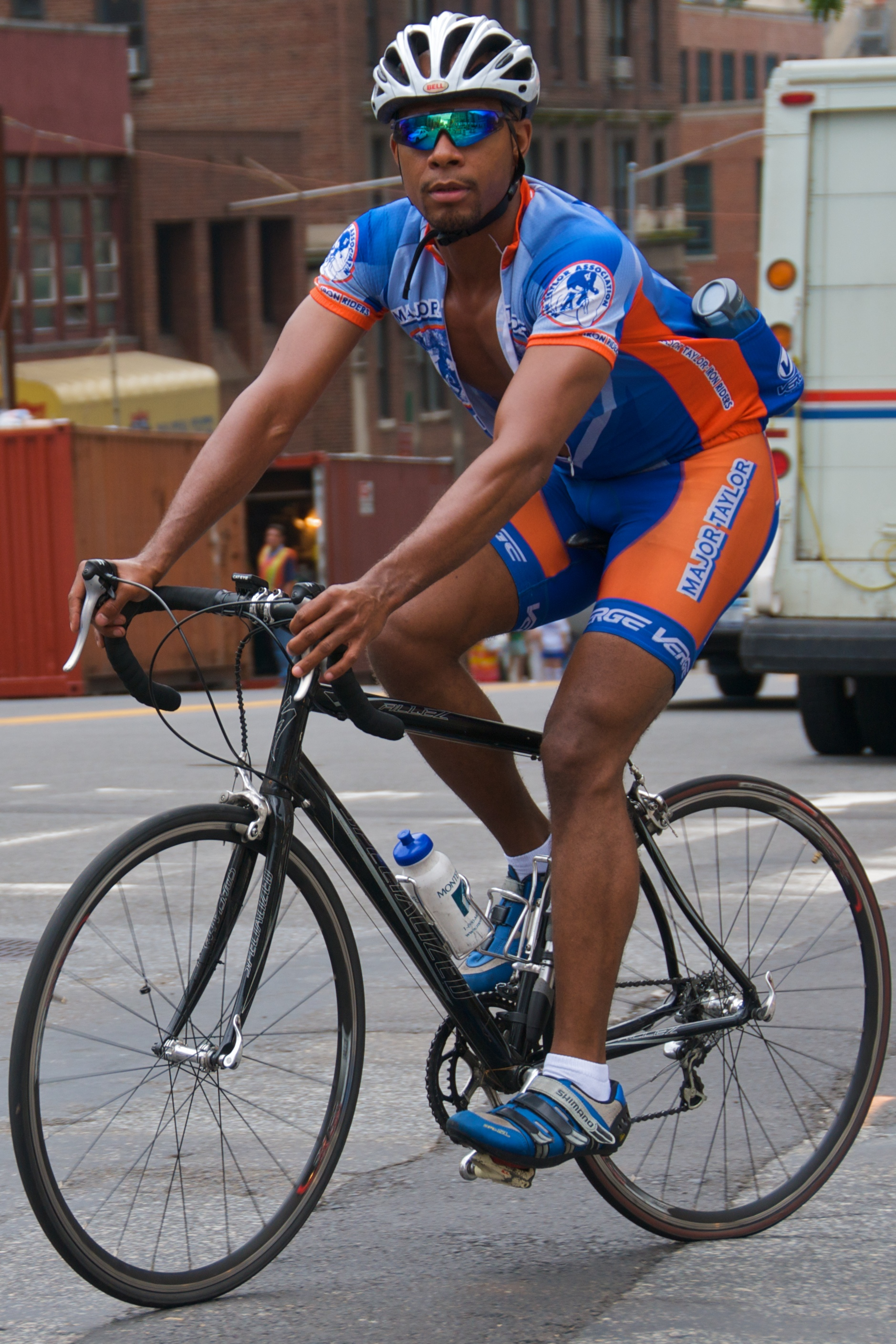
Велосипедист в шортах спандекс

## Механічні показники
Близько 85 % усіх еластанових ниток формується на основі гнучких сегментів з поліестерів, завдяки їхній хорошій функціональності і ціні.
Лінійна щільність філаментної нитки може бути 2,2-500 текс, а штапельної — 0,66 текс.
Нитки мають низький модуль пружності й високе подовження (розтяжність 500 %-700 %), еластичність, легкі (щільність 1,2 г/см3), м'які, білого кольору, мають високу стійкість до цвілі й поту, добру хімічну стійкість й здатність до фарбування, не втрачають своїх властивостей при намоканні, стійкі до стирання; стійкі в оливах, кислотах і лугах, стійкі до дії гідрометичних агентів при обробці, пранні, фарбуванні.
До недоліків відносять низьку гігроскопічність (0,3-1,3 %); теплостійкість (не вище 100 °С) і міцність (розривна довжина 6-7 км), а також недостатню світлостійкість (жовтіють під дією світла).

## Вторинна переробка
Переробляються як у суміші з натуральними й іншими хімічними волокнами, так і в чистому вигляді.

## Використання
Використовується в невеликих кількостях в комбінації з іншими синтетичними і натуральними волокнами, для виробництва панчішно-шкарпеткових виробів, нижньої білизни, трикотажу, тканин, при виготовленні сорочок, спортивних костюмів, плащів, бюстгальтерів, корсетних виробів, рукавичок, легінсів, гідрокостюмів, ременів, купальників тощо. Нитка значно покращує якість панчішно-шкарпеткових виробів: вони стають більш прилягаючими, більш міцними і не втрачають своєї форми і розміру навіть при довготривалому використанні. Виняткова еластичність волокон спандексу збільшує комфорт одягу під тиском, покращуючи легкість рухів тіла. Комфортний тиск — це реакція на одяг рецепторів тиску людського тіла (механорецептори, присутні в сенсорній клітині шкіри).
В останній час цей матеріал використовують для 3д-друку для створення еластичних деталей різного призначення.